# Rheomys
Rheomys (Thomas, 1906) è un genere di roditori della famiglia dei Cricetidi.

## Descrizione

### Dimensioni
Al genere Rheomys appartengono roditori di piccole dimensioni, con lunghezza della testa e del corpo tra 92 e 142 mm e la lunghezza della coda tra 88 e 171 mm.

### Caratteristiche craniche e dentarie
Il cranio presenta un rostro sottile, le ossa nasali lunghe, i fori sopra-orbitali si aprono lateralmente all'interno delle orbite. Sono presenti 13-14 paia di costole.
Sono caratterizzati dalla seguente formula dentaria:

### Aspetto
La pelliccia è corta, soffice e densa. Le parti dorsali sono brunastre brizzolate mentre le parti ventrali sono distintamente bianco-argentate o grigio chiare. Le orecchie sono relativamente corte ma visibili. Le zampe posteriori sono lunghe e larghe, con le dita parzialmente palmate, e una frangia di setole bianche sui lati dei piedi, con 4 cuscinetti sui palmi e sulle piante, adattamento a una vita acquatica. La coda è più lunga della testa e del corpo, è uniformemente scura e densamente ricoperta di peli. Le femmine hanno 3 paia di mammelle. È presente la cistifellea.

## Distribuzione
Si tratta di roditori con abitudini acquatiche diffusi nell'America centrale, dal Messico fino a Panama.

## Tassonomia
Il genere comprende 4 specie:
- Rheomys mexicanus
- Rheomys raptor
- Rheomys thomasi
- Rheomys underwoodi